# Ramirosuarezia boliviana
Ramirosuarezia boliviana é uma espécie de vertebrado gnatostomado do Devoniano Médio da Bolívia. É a única espécie descrita para o gênero Ramirosuarezia. Seus restos fósseis foram encontrados na formação Icla e foram datados do estágio Eifeliano. Ramirosuarezia forma uma politomia junto com Janusiscus e os clados Chondrichthyes e Osteichthyes.